# DJ Matrix
DJ Matrix, pseudonimo di Matteo Schiavo (Schio, 16 giugno 1987), è un disc jockey, cantante e produttore discografico italiano.

## Biografia
Si appassiona alla musica sin da piccolo, inizialmente imparando a suonare il pianoforte. All’età di 14 anni inizia a fare il dj. Le sue prime produzioni musicali di genere dance sono del 2004 quando, assieme a DJ Shane (Matteo Cracco), sotto il nome Plug In scrive  Ragazza Elettrica, prodotta da Dj Maxwell, Simon Ermacora, Nikholas Murphy e Massimo Perini. Si ripete subito dopo con il singolo Smile Again, canzone scritta e cantata da Luna (Claudia Tognacci) e prodotta sempre da Dj Maxwell, Simon Ermacora, Nikholas Murphy e Massimo Perini. Nel 2006, assieme a Matteo Cracco, Dj Maxwell, Simon Ermacora, Nikholas Murphy, Massimo Perini e Giovanni Miani  scrive Tu vivi nell'aria e la produce sempre con DJ Shane, ma questa volta sotto il nome M2, cantata da Miani e divenuto popolare anche all'estero grazie a molteplici remix, di cui i più importanti quello di Gabry Ponte. Grande popolarità online la raggiunge poi nel 2009 con il brano La tipica ragazza italiana. In questo periodo diventa molto popolare tra i giovani anche con altre produzione, tra cui: Penso a te, Dimmi che mi ami ed Io con te tu con me.
Nel 2013 DJ Matrix fa il resident DJ all’Aquafan di Riccione, dove si esibisce con ospiti come Avicii, Martin Solveig, Gabry Ponte o Fabri Fibra. Di quell’anno è anche il successo di Voglio tornare negli Anni 90, brano realizzato in collaborazione con Paps'n'Skar, pubblicato sotto la Dance and Love di Gabry Ponte e certificato disco d'oro dalla FIMI. .
Il primo gennaio 2014 inaugura il proprio studio di produzione discografica a Schio, assieme al DJ emergente Matt Joe e DJ Tilo.
Nel 2017 produce il tormentone estivo Baila como el Papu degli youtuber Gli Autogol, con la partecipazione di Alejandro "Papu" Gómez, certificato disco di platino.
Durante l'emergenza coronavirus fonda assieme a Rudeejay l'evento “La Musica Non Si Ferma” portando ogni sabato sera in diretta su Instagram e Twitch dei djset inizialmente da casa e successivamente da alcuni locali con dj noti, tra cui Dj Antoine, Merk & Kremont.
Il 12 settembre 2020, dopo l'annuncio del matrimonio, DJ Matrix sposa Giulia Brazzarola nella parrocchia di Piane (Schio).
Il 28 maggio esce il singolo Coro azzurro realizzato insieme a Gli Autogol e che vede la partecipazione vocale della cantante Arisa e del rapper Ludwig. La canzone viene realizzata per sostenere la Nazionale italiana di calcio agli Europei del 2020 e raggiunge la top 50 della classifica FIMI.

## Discografia

### Album in studio
- 2007 – Controtendenza
- 2013 – Beyond Da Eyes

### Singoli
- 2009 – La tipica ragazza italiana
- 2011 – Arara (Babalu Aye)
- 2013 – Voglio tornare negli Anni 90 (feat. Paps'n'Skar & Vise) (con Spankers)
- 2013 – Fall In Love
- 2014 – I Love Girls (feat. Kenny Ray)
- 2014 – Fenomena (La Ragazza del DJ) (feat. Luca Menti & Spankers)
- 2014 – Beverly Hills (feat. Melilla) (con Hot Funk Boys)
- 2014 – I Love Girls (Deluxe) (feat. Kenny Ray)
- 2014 – Con una 500 (feat. Dj Matrix & Vise)
- 2015 – Fanno Bam (Gabry Ponte Remix) (feat. Vise)
- 2015 – Fanno Bam (feat. Paps'n'Skar & Vise)
- 2015 – Dj Pacco
- 2015 – Bella signora
- 2016 – Tutti in piedi sul divano (feat. Gli Autogol)
- 2016 – Una tribù che balla (feat. Vise)
- 2017 – Camilla (feat. Mad Fiftyone)
- 2017 – Non preoccuparty (Remixes) (feat. Vise)
- 2017 – Baila como El Papu (Vs. Dj Matrix) (feat. Papu Gómez e Gli Autogol)
- 2017 – Freeze
- 2018 – Supereroi (con Giorgio Vanni & Jack Mazzoni)
- 2018 – Ghostblaster
- 2018 – Ma anche no (feat. iPantellas & Giuli)
- 2018 – L'inno dei non mondiali (Formentera 2018) con Gli Autogol
- 2019 – Italiani in vacanza (feat. iPantellas & Giuli)
- 2019 – Non mi basta (feat. Nashley) (con Rudeejay & Da Brozz)
- 2019 – Courmayeur (prod. Gabry Ponte)
- 2020 – Faccio la brava (con Cristina D'Avena e Amedeo Preziosi)
- 2020 – C’era una volta il sabato sera (feat. Amedeo Preziosi e Greta Menchi)[8]
- 2021 – Un mondo magico (feat. Marvin) con Skar & Manfree
- 2021 – Coro azzurro (feat. Arisa & Ludwig) con Gli Autogol
- 2021 – A World so Magical (feat. Marvin) con Skar & Manfree
- 2021 – Non contare le ore (feat. Liam) con Skar & Manfree e Marvin
- 2021 – Cioccolata bianca (feat. Arisa)
- 2021 – Belvedere (con Ludwig & Nara)
- 2023 – Porsche (con Carolina Márquez e Giulia Sara Salemi)
- 2023 – Voglio tornare negli anni 2000 (con Gemelli DiVersi e Autogol)
- 2024 -  Complottista (con Marco Mazzoli)
- 2024 – Porto io (con Nello Taver)
- 2024 – 'O Sarracino [Remix 2024] (feat. Gigi D'Alessio)
- 2024 – Mamma maria (con Carolina Marquez e Edmmaro)
- 2024 – Madonna di Campiglio (con Ludwig e J-Ax)
- 2025 – Quando chiudono i locali

### EP
- 2006 – La vita a volte è strana
- 2007 – Balla con me
- 2014 – I love girls (Remixes) (feat. Kenny Ray)
- 2022 – Musica da giostra - Volume 9

### Compilation
Da solista
- 2013 – Musica da giostra[9]

Con Matt Joe
- 2014 – Musica da giostra - Volume 2
- 2015 – Ho voglia di dance!
- 2016 – Musica da giostra - Volume 3
- 2017 – Musica da giostra - Volume 4
- 2018 – Musica da giostra - Volume 5
- 2019 – Musica da giostra - Volume 6
- 2020 – Musica da giostra - Volume 7
- 2021 – Musica da giostra - Volume 8
- 2023 – Musica da giostra - Volume 10
- 2024 – Musica da Après-Ski